# Februari 2004
Dit artikel geeft een chronologisch overzicht van alle belangrijke gebeurtenissen per dag in de maand februari van het jaar 2004.

## Gebeurtenissen

### 1 februari
- India - De krant Hindustan Times meldt dat in New Delhi acht plekken komen waar gratis fietsen worden uitgeleend. Om diefstal te voorkomen, worden de namen van fietsendieven openbaar gemaakt.
- Saoedi-Arabië - 244 mensen zijn omgekomen tijdens het jaarlijks stenigingsritueel van de Hadj in Mekka. De slachtoffers werden vertrapt tijdens een paniekuitbraak in de menigte.
- Slovenië - In Ljubljana behalen de Duitse handballers voor de eerste keer de Europese titel door in de finale gastland Slovenië met 30-25 te verslaan.

### 2 februari
- De Wereldgezondheidsorganisatie meldt dat er in Vietnam mogelijk een geval is van overdracht van het vogelgriepvirus van mens op mens.
- Thailand - De Thaise minister-president Thaksin Shinawatra bekritiseert de Wereldgezondheidsorganisatie voor het volgens hem onnodig bekendmaken van vermoedens. Als iets zeker is is er nog tijd genoeg om te handelen aldus de minister-president.
- Duitsland - Twee vrouwen die ziek zijn geworden na een vakantie in Thailand zijn opgenomen in het tropeninstituut in Hamburg vanwege een vermoedelijke besmetting met de vogelgriep.
- Het proces tegen de Nederlandse oorlogsmisdadiger Herbertus Bikker is door de Duitse rechtbank in Hagen stopgezet om gezondheidsredenen.
- Nederland - De SP heeft Tweede Kamerlid Ali Lazrak uit de fractie gezet.

### 3 februari
- Verenigde Staten - John Kerry wint in vijf staten de Democratische voorverkiezingen. John Edwards wint in South Carolina en Wesley Clark in Oklahoma.
- District of Columbia, VS - Een brief met wit poeder wordt afgeleverd bij de Senaat, bestemd voor Bill Frist. Het poeder wordt geïdentificeerd als vergif, waarschijnlijk ricine.
- Duitsland - De twee vrouwen die opgenomen waren in het tropeninstituut in Hamburg zijn niet besmet met de vogelgriep.
- België - Budget vliegmaatschappij Ryanair moet van de Europese Commissie 4 miljoen euro aan illegaal verkregen subsidie terugbetalen aan Wallonië. Dit besluit kan ook consequenties hebben voor andere budget luchtvaartmaatschappijen.
- Nederland - Het ministerie van Buitenlandse Zaken plaatst informatie over meer dan 1000 verdragen op hun website.
- Nederland - Fiep Westendorp (87) overlijdt aan een luchtweginfectie. Ze werd bekend als illustratrice van onder meer Jip en Janneke en Pluk van de Petteflet.

### 4 februari
- Nederland - Minister Rita Verdonk (Vreemdelingenzaken), die plannen heeft om meer dan 23 000 uitgeprocedeerde asielzoekers Nederland uit te zetten, vindt dat het probleem een mediahype is geworden. Hulpverleners en advocaten zouden het beeld creëren dat asielzoekers "zielige mensen" zijn, zegt Verdonk in een interview met Trouw.
- Nederland - Ali Lazrak begint een eenmansfractie in de Tweede Kamer: Groep Lazrak.
- Nederland/Vlaanderen - Er worden extreme hoge temperaturen gemeten. Bij het KNMI in De Bilt is het vandaag en ook gisteren meer dan 16°C. De natuur raakt volledig in de war. Dieren en planten die normaal pas in maart of april te zien zijn, kunnen al worden waargenomen. Zie ook 'opwarming van de Aarde'.

### 5 februari
- Gazastrook - In een vuurgevecht binnen het politiehoofdkwartier, kwam een officier om het leven en raakten 10 agenten gewond. Volgens de politieverklaring ging het om een Palestijnse aanslag op politiechef Ghazi al-Jabali.
- Massachusetts, VS - In Boston besluit de hoogste rechtbank van Massachusetts besluit dat homohuwelijken mogelijk moeten zijn. Het Witte Huis reageert hierop door te opperen dat zij dit middels een amendement op de grondwet wil verbieden.

### 6 februari
- België - Prinses Claire, de vrouw van Prins Laurent, is bevallen van een dochter die Prinses Louise Sophie Mary genoemd zal worden.
- Moskou, Rusland - Bij een bomaanslag worden minstens 40 mensen gedood. Ongeveer 120 raken gewond. De bom ging af om 8.30 uur in een metro nabij het drukke Paveletskaya-station. President Bush en Europese leiders veroordeelden de aanslag.
- Duitsland - Gerhard Schröder treedt af als partijvoorzitter van de SPD, en wordt opgevolgd door Franz Müntefering. Hij blijft wel aan als bondskanselier.
- Nederland - 1 januari woonden er 16.3 miljoen mensen in Nederland. Dat is een toename van 62.000, de laagste bevolkingsgroei sinds 1984.
- Nederland - Minister Donner wil alternatieve oplossingen voor het cellentekort. Hij denkt hierbij aan rijkswerkinrichtingen en detentie op afgemeerde boten, en hij heeft "gemijmerd" over de bovenste verdiepingen van torenflats.
- Nederland - VluchtelingenWerk Nederland wil tijdens een landelijke demonstratie tegen het beleid van minister Verdonk een symbolisch kordon leggen rond de Tweede Kamer. De actie wordt gesteund door de Raad van Kerken, Amnesty International, Van Harte Pardon en Inlia.
- Nederland - Er zijn meer dan 300.000 personen niet verzekerd tegen ziektekosten. Dit tegenover 50.000 personen in 1990.

### 7 februari
- Verenigd Koninkrijk - Volgens een onderzoek van de krant The Independent vindt 51% van de Britten dat Tony Blair moet aftreden.
- Thailand - De Thaise minister-president Thaksin Shinawatra heeft een evenement georganiseerd op het Sanam Luang in Bangkok. Hierbij wordt gratis kippenvlees verstrekt door verscheidene restaurants en organisaties aan iedereen die het wil komen eten. Mocht iemand sterven aan het eten van dit kippenvlees dan geeft de regering een beloning van 5 miljoen baht aan de familie van de overledene. De regering hoopt hiermee de vrees voor het vogelgriepvirus weg te nemen.
- Italië - Vanwege smog is er morgen een autoloze zondag in minstens 5 steden, waaronder Rome en Milaan.
- Nederland - Prins Bernhard schrijft een open brief aan de Volkskrant tegen de "vele vaak gemene en ongefundeerde aantijgingen in publicaties en in de media". De prins gaat daarbij onder andere in op insinuaties over zijn buitenechtelijke kinderen, zijn oorlogsverleden en beschuldigingen aan het adres van zijn moeder.

### 8 februari
- Rusland - Ivan Ribkin, oud-voorzitter van het Russische parlement en tegenkandidaat van president Poetin, wordt vermist.
- Zwitserland - De bevolking van Zwitserland heeft zich in een referendum tegen de komst van een tweede Gotthardtunnel uitgesproken.

### 9 februari
- Frankrijk - Bonduelle is door de rechtbank van Montpellier veroordeeld tot het betalen van een schadevergoeding van 800 euro aan een familie waarvan de moeder februari 2002 een dode muis vond toen ze een conservenblik in haar pan leeggooide. Bonduelle probeerde eerst met de zaak te sussen met een aantal gratis blikken, een receptenboek en een waardebon om een nieuw pannetje te kopen.
- Israël - Minister-president Ariel Sharon wordt opgenomen in een ziekenhuis en verholpen aan stenen in zijn urinewegen. De bijna 76 jaar oude premier gaat een paar dagen bijkomen op zijn boerderij.
- Europese Unie - Cyprus, Hongarije, Estland en Litouwen willen binnen afzienbare tijd de euro invoeren. Als aan alle voorwaarden voldaan wordt kan de euro op z'n vroegst in 2006 worden ingevoerd.

### 10 februari
- Irak - Minstens 50 doden en 150 gewonden bij een autobom in de buurt van een politiebureau in Iskandariya.
- Nederland - Ondanks vermeende betrokkenheid van Indonesische marine bij de strijd tegen de rebellen op Atjeh krijgt de scheepswerf Koninklijke De Schelde een exportvergunning voor het bouwen van twee korvetten voor Indonesië. In de Tweede Kamer zijn VVD, CDA en PvdA voorstander. SP en GroenLinks zijn fel tegen. Amnesty International noemt de export onverantwoord.
- Parijs, Frankrijk - De openbare aanklager bevestigt dat er onderzoek gaande is naar twee bankrekeningen van Suha Arafat. Er zou 11,5 miljoen dollar zijn overgeschreven van een Zwitsers instituut naar haar privérekeningen.

### 11 februari
- Irak - Minstens 47 doden en 30 gewonden bij een zelfmoordaanslag bij een militair rekruteringscentrum in Bagdad.
- Thailand - De Thaise regering besluit dat alle bars, restaurants, clubs en andere nachtlevengelegenheden buiten een aantal zeer beperkte zones om middernacht moeten sluiten vanaf 1 maart 2004. Tevens mogen veel gelegenheden pas vanaf 18:00 of 21:00 uur hun deuren openen. Verder is ook besloten een uitgaansverbod in te stellen voor jongeren. Tussen 22:00 en 04:00 uur mag niemand jonger dan 18 jaar zonder begeleiding de deur uit.
- Washington, VS - Microsoft waarschuwt Windows gebruikers voor een veiligheidslek in Windows XP, NT en NT Server dat al een half jaar geleden bij de multinational uit Redmond (Washington) bekend was en waarvoor nu een patch beschikbaar is. Volgens eEye (de ontdekker van het lek) en Symantec zal het niet lang duren voordat er een virus opduikt dat gebruikmaakt van het lek.
- Washington, VS - In de rechtszaak tussen Microsoft en Lindows.com heeft de rechter in Seattle bepaald dat de jury alleen mag uitgaan van de genericiteit van de term "windows" vóór de introductie van Microsoft Windows (1985) en dat een generieke term niet opeens specifiek kan worden.
- Nederland - De salarisverhoging van de topmannen van Philips wordt "absurd" en "schandalig" genoemd door FNV Bondgenoten en CNV Bedrijvenbond. Het salaris van Kleisterlee steeg in 2003 met 18,5 procent tot 956 000 euro, verder ontving hij ook nog een bonus van 229.000 euro.

### 13 februari
- New York, VS - De afgevaardigden van Cyprus, Noord-Cyprus, Griekenland en Turkije zijn akkoord gegaan met het voorstel van Kofi Annan tot versnelde onderhandelingen en een hereniging van het eiland tot 1 mei 2004.
- Londen, VK - De verdwenen Russische presidentskandidaat Ivan Ribkin is plotseling opgedoken in de Britse hoofdstad. Hij zegt in Rusland te zijn gekidnapt en bedreigd. In Rusland gaf hij nog een andere verklaring voor zijn verdwijning. Rybkin wil zijn verkiezingscampagne voortzetten vanuit Londen.
- Duha, Qatar - De Tsjetsjeense ex-president Zelimkhan Yandarbiyev wordt gedood door een bomaanslag in zijn auto. Rusland verzocht zijn uitwijzing, maar ontkent betrokkenheid bij de aanslag.
- Nederland - Er worden 108 extra militairen naar Irak gestuurd. In totaal komt het Nederlandse deel van de Stabilisation Force Iraq daarmee op 1260 mannen en vrouwen.
- Nederland - Human Rights Watch (HRW) heeft felle kritiek op het "illegale"  Nederlandse beleid om 26 000 uitgeprocedeerde asielzoekers te "deporteren"  naar landen als Somalië en Afghanistan. Volgens HRW is het uitzetten in strijd met het internationale volkenrecht.
- China - De Chinese autoriteiten melden een voortgaande uitbreiding van de vogelgriepepidemie. Onder meer de stad Shanghai is nu bereikt.
- Moskou, Rusland - In de Russische hoofdstad stort het dak van een zwemparadijs in.

### 14 februari
- Verenigde Staten - Kandidaat Kerry wint de voorverkiezingen in Nevada en het District of Columbia met grote marge.
- Californië, VS - Op Valentijnsdag staat in San Francisco een rij homoseksuelen te wachten op echtelijke verbinding voor het huwelijksregistratiekantoor. Huwelijken zijn in de stad sinds enkele dagen geslachtsneutraal. Of de staat Californië de huwelijken zal erkennen blijft te bezien. Al in 1975 voltrokken Amerikaanse steden huwelijken tussen mensen van hetzelfde geslacht, maar die zijn later geannuleerd.
- Italië - Wielrenner Marco Pantani is in een hotelkamer overleden. Doodsoorzaak is een hartstilstand.

### 15 februari
- China - In de Noord-Chinese stad Jilin zijn bij een brand in een groot winkelcentrum zeker 51 mensen omgekomen.
- Moskou, Rusland - Het aantal slachtoffers bij het instorten van een glazen dak in een waterpretpark loopt op tot 26; 110 raakten gewond. Reddingstroepen zoeken dag en nacht naar overlevenden.
- Nederland - Tweede Kamerlid Bakker zegt in Buitenhof dat de top van uitkeringsinstantie UWV moet opstappen. Volgens een rapport van de commissie Meijer is er 4 miljoen euro te veel uitgegeven bij de inrichting van het directiekantoor in Amsterdam.
- Suriname - De eerste Surinaamse dollarbiljetten zijn in omloop gebracht door de Centrale Bank van Suriname.
- België - Dirk Sterckx wordt de nieuwe interim-voorzitter van de Belgische regeringspartij VLD. Hij volgt Karel De Gucht op, die in diskrediet was geraakt door een amendement in te dienen over het migrantenstemrecht.

### 16 februari
- Irak - Op een schoolplein in Bagdad, wordt een zevenjarig Sjiitisch jongetje gedood bij een aanslag, vier anderen raken gewond. In aparte aanvallen komen drie Amerikaanse soldaten om het leven. Het slachtofferstotaal van het Amerikaanse leger sinds het begin van de oorlog is 541.
- Pakistan - Voor het eerst in twee jaar vinden weer onderhandelingen plaats tussen India en Pakistan.
- België - In het zwembad van Kuurne worden 60 kinderen bevangen door chloordampen.

### 17 februari
- Tel Aviv, Israël - De Israëlische politie vindt nieuwe bewijzen in de zaak Sharon. Men zoekt naar smeergelden die de premier wellicht ontving via zijn zonen, in zijn voormalige positie als minister van buitenlandse zaken.
- Nederland- UWV-topman Joustra legt tijdelijk (voor 4 weken) zijn functie neer. Hij weigert om definitief zijn functie neer te leggen.
- België - De Belgische justitieminister Laurette Onkelinx heeft berekend dat het proces tegen Marc Dutroux, dat op 1 maart begint, 4,6 miljoen euro gaat kosten. Hierbij gaat zij ervan uit dat het proces 2 à 3 maanden zal duren.
- Massachusetts, VS - Astronomen van het Amerikaanse Harvard-Smithsonian Center for Astrophysics in Cambridge hebben onlangs een diamantster van tien quintiljard karaat ontdekt. De ster, BPM 37093 (met de bijnaam Lucy), heeft een doorsnee van ruim 4000 kilometer.
- Vlaams minister van Leefmilieu Ludo Sannen stapt op na onenigheid met Groen! over de wens van Limburgse afdeling om een kartel te vormen met Sp.a/Spirit. Sannen wordt opgevolgd door oud-federaal minister Jef Tavernier.

### 18 februari
- Iran - Bij een treinongeluk in Noordoost-Iran komen minstens 300 mensen om.
- Vermont, VS - Howard Dean, aanvankelijk favoriet, maar momenteel achterliggend op John Kerry en John Edwards, stopt zijn campagne om Democratisch kandidaat voor de Amerikaanse presidentsverkiezingen van 2004 te worden. Formeel blijft hij aan als kandidaat en hij verzoekt partijleden "proteststemmen" aan hem te geven.
- Nederland - GroenLinks Tweede Kamerlid Marijke Vos bevestigt dat de klokkenluider van de nieuwe bouwfraude affaire is ondergedoken.
- Californië, VS - Voor gebruikers in de Benelux heet Lindows.com voortaan Lin---s.com (LinDash). Dit is een reactie op het verbod van de naam Lindows.

### 19 februari
- Washington D.C., VS - De federale regering adviseert alle Amerikanen Haïti te verlaten, wegens het toenemende geweld tussen rebellen en regeringstroepen van president Jean-Bertrand Aristide.
- Nederland - Een meerderheid van de Tweede Kamer stemt in met het voorstel van staatssecretaris Mark Rutte (Sociale Zaken) om alleen werknemers uit de nieuwe EU-lidstaten toe te laten in sectoren waar te weinig Nederlandse werknemers zijn.
- Nederland - Als gevolg van bedreigingen stopt officier van justitie Koos Plooy met het bestrijden van de zware, georganiseerde misdaad. Hij blijft bij het OM in Amsterdam, maar zal zich met andere zaken gaan bezighouden.

### 20 februari
- Thailand - Dierenartsen in Thailand hebben vastgesteld dat het H5N1 virus dat de vogelgriep veroorzaakt, verantwoordelijk is voor de dood van minimaal twee katten in de provincie Nakhon Pathom. Het virus lijkt hiermee ook overgeslagen te zijn op deze diersoort.
- Thailand - Veel leraren in Zuid-Thailand weigeren les te geven vanwege ontvangen dreigbrieven. De regering besluit militairen op de scholen in te zetten en heeft de examens 2 weken vervroegd naar de week van 23 februari. De regering besluit tevens om busterminals te bouwen in de zuidelijke provincies om meer welvaart te scheppen.
- Thailand - ABN AMRO wordt door nieuwe wetgeving in Thailand gedwongen haar belang in de Thaise bank Bank of Asia op te geven. De ABN AMRO was na de crisis in Azië gelokt met gunstige voorwaarden om te helpen de bank te redden. Nu alles beter gaat in Thailand heeft de regering besloten deze voordelen in te trekken.
- Iran - Vandaag worden de omstreden parlementsverkiezingen gehouden. Vele hervormingsgezinde partijen en politici hebben opgeroepen de verkiezingen te boycotten nadat de Revolutionaire Raad een groot aantal hervormingsgezinde kandidaten van de kandidatenlijst had geschrapt.
- Canada - Er is nu ook vogelpest aangetroffen in Canada, in de provincie Brits-Columbia. Het gaat om een andere variant dan in Azië die voor mensen ongevaarlijk is.
- Nederland - Albert Heijn haalt een deel van haar 'salmonella-vrije' kip terug omdat deze volgens een test van het Algemeen Dagblad toch salmonella blijkt te bevatten.
- België - De Kamer van volksvertegenwoordigers stemt in met het zogenaamde 'migrantenstemrecht': een voorstel om inwoners van buiten de Europese Unie ook stemrecht te geven bij gemeenteraadsverkiezingen.

### 21 februari
- Haïti - President Jean-Bertrand Aristide gaat akkoord met een Amerikaanse vredesplan dat de macht van de president aanzienlijk zou inbinden. De rebellenleider heeft nog niet gereageerd op het plan.
- Californië, VS - Gouverneur Arnold Schwarzenegger tracht de homohuwelijken in San Francisco te stoppen via de rechtbank. Meer dan drieduizend homo-echtparen uit de gehele Verenigde Staten zijn inmiddels getrouwd.
- Jordanië- Het Internationale Rode Kruis verklaart in Amman voor het eerst de Amerikaanse krijgsgevangene Saddam Hoessein te hebben bezocht. Het bezoek werd afgelegd door twee vertegenwoordigers van de organisatie, waarvan één een arts. Men wist te vertellen dat de oud-dictator een brief had geschreven aan zijn familie.
- Europa/Rome - De groene partijen in de diverse Europese landen hebben samen de Europese Groene Partij opgericht.
- Thailand - De hoofdredacteur van de Engelstalige Thaise krant de Bangkok Post en de Thaistalige Post Today is weggepromoveerd. Volgens een voorpagina-artikel in de Engelstalige The Nation is dit gebeurd onder druk van de Thaise regering omdat de krant te veel kritiek heeft geleverd op het beleid van Thaksin Shinawatra. Tachtig journalisten van de Bangkok Post hebben in een protestbrief verklaard te vrezen voor de onafhankelijkheid van de krant onder de nieuwe hoofdredacteur.

### 22 februari
- Afghanistan - Taliban scherpschutters schieten een Amerikaanse helikopter neer. De Australische piloot kwam om het leven en vier Amerikaanse inzittenden raakten gewond. De helikopter werd ingezet bij de bouw van een autosnelweg van 250 miljoen dollar, die de Amerikaanse regering bouwt tussen Kabul en Kandahar.
- Oeganda - In het Noord-Oegandese Barloonyo worden zeker 190 mensen gedood en nog 50 gewond door het in brand zetten van een vluchtelingenkamp. Aangenomen wordt dat het Verzetsleger van de Heer (LRA) verantwoordelijk is voor de massaslachting.
- Haïti - Rebellen veroveren de tweede stad van Haïti en Aristides laatste bolwerk in het noorden, Gonaïves.
- Israël - Bij een zelfmoordaanslag op een bus in Jeruzalem worden, behalve de dader, acht mensen gedood. Circa 60 anderen raken gewond. De dader is niet opgemerkt door het veiligheidspersoneel. De verantwoordelijkheid is opgeëist door de al-Aqsa Martelaren-brigades, de militaire tak van Fatah.
- Israël - Israël begint met het afbreken van een deel van de barrière. Het gaat om een stuk van 8 kilometer, dat twee Palestijnse dorpen afsluit van de rest van de Westelijke Jordaanoever.
- Washington D.C., VS - Ralph Nader maakt bekend als onafhankelijk kandidaat aan de Amerikaanse presidentsverkiezingen van 2004 deel te nemen. De Groene Partij is het niet eens geworden over zijn kandidatuur. Volgens een opiniepeiling wil twee derde van de Amerikanen dat Nader zich niet kandidaat stelt.
- Thailand - In veel Thaise kranten verschijnen vandaag steunbetuigingen aan de voormalige hoofdredacteur van de Bangkok Post. Volgens bronnen heeft het publiceren van een krantenkop waarin stond dat Thaksin Shinawatra arrogant was in december 2003 de woede van de Thaise minister-president gewekt.

### 23 februari
- Nederland - In het Internationaal Gerechtshof in Den Haag gaat vandaag de rechtszitting van start inzake de barrière. De Palestijnse afgevaardigde, die discussie opende, zegt dat de barrière is bedoeld om de Israëlische bezetting te versterken. Ook Zuid-Afrika, Algerije en Saoedi-Arabië worden vandaag gehoord. Israël zelf doet niet mee aan de rechtszaak. Het land vindt dat het gerechtshof in deze zaak geen jurisdictie heeft.
- Washington D.C., VS - De Verenigde Staten sturen mariniers naar Haïti om de ambassade te beschermen. Het land verklaart niet van plan te zijn een interventiemacht te vormen.
- New York, VS - De Verenigde Naties verklaren dat er minstens acht maanden nodig zijn tussen het vaststellen van de wetten betreffende verkiezingen in Irak en de daadwerkelijke verkiezingen. De verkiezingen zullen dus niet voor het eind van het jaar, meer waarschijnlijk begin 2005 plaatsvinden.
- Thailand - Vandaag wordt bekend dat bij tussentijdse verkiezingen in het zuiden van Thailand de kandidaat van de regeringspartij Thai Rak Thai van Thaksin Shinawatra met een overweldigende meerderheid heeft verloren. Dit ondanks persoonlijke beloftes van de minister-president dat de regering meer geld zou investeren in Zuid Thailand als ze zijn kandidaat zouden kiezen.

### 24 februari
- Marokko - Door een aardbeving van 6,5 op de schaal van Richter komen 550 mensen om.
- Rusland - De Russische president Poetin ontslaat de hele Russische regering.
- Washington D.C., VS - Het Pentagon maakt bekend dat twee gevangenen in Guantánamo Bay voor een militaire rechtbank worden gebracht. De Jemeniet en de Soedanees worden verdacht van samenzwering met het doel oorlogsmisdaden te begaan. Vijf gevangenen met een Brits staatsburgerschap worden vrijgelaten.

### 25 februari
- Haïti - De rebellen verwerpen het vredesplan van de Verenigde Staten en andere Noord-Amerikaanse landen.
- Nederland - Het Openbaar Ministerie en het ministerie van Defensie lijken van mening te verschillen over de geweldsinstructies voor Nederlandse militairen in Irak. Sommige Kamerleden eisen opheldering middels een spoeddebat met ministers Kamp (Defensie) en Donner (Justitie). Uit een uitgelekt stuk blijkt tevens dat Eric O. op 27 december 2003 gericht schoot op een plunderende Irakees die hierdoor overleed.

### 26 februari
- Macedonië - De president, Boris Trajkovski, komt om bij een vliegtuigcrash in het zuiden van Bosnië.
- Verenigd Koninkrijk - Volgens ex-minister van ontwikkelingssamenwerking Claire Short heeft de Britse geheime dienst Kofi Annan bespioneerd in de aanloop naar de invasie van Irak. Tony Blair ontkent het bericht niet, maar zei dat de inlichtingendienst binnen de wet handelt. De VN ontkent iets te verbergen, maar verzoekt het aftappen te staken als het VK dit (nog) doet.
- Japan - Het hoofdkantoor van Microsoft is binnengevallen door de Japanse mededingingsautoriteit JFTC. Het bedrijf wordt ervan verdacht de anti-kartelwetgeving te overtreden door computerbedrijven beperkingen opgelegd te hebben.
- België - Op het strand van Koksijde spoelt een tien meter lange potvis aan.

### 27 februari
- Washington D.C., VS - Een nieuw onderzoek schat dat er sinds 1950 10.677 Amerikaanse kinderen seksueel zijn misbruikt door 4392 katholieke priesters.
- Frans-Guyana - De lancering van de Europese ruimtesonde Rosetta wordt, ditmaal omwille van een technisch probleem, tot begin volgende week uitgesteld.
- Japan - Een rechtbank in Tokio heeft Shoko Asahara, sekteleider van Aum Shinrikyo (Hoogste Waarheid), ter dood veroordeeld. Hij wordt onder meer verantwoordelijk gehouden voor de sarinaanslag in de metro van Tokio in 1995.
- Nederland - Na de Ministerraad kondigt vicepremier en minister van Financiën Gerrit Zalm nieuwe bezuinigingen aan. Het kabinet wil het begrotingstekort van dit jaar niet boven de 2,9 procent van het bruto binnenlands product uit laten komen. Zonder maatregelen raamde het CPB deze op 3,3 procent.
- Filipijnen - In de Filipijnen komen 116 mensen om bij een bomaanslag op de veerboot Superferry 14. De aanslag wordt opgeëist door Abu Sayyaf en is de ergste terroristische aanslag in de Filipijnen ooit.

### 28 februari
- Thailand - minister-president Thaksin Shinawatra besluit dat de Egat, het Thaise staatselektriciteitsbedrijf, toch geprivatiseerd moet worden. Dit ondanks protesten van de 30 000 medewerkers die aanvoeren dat bij eerdere privatiseringen de aandelen alleen door "gunstelingen" opgekocht konden worden. Thaksin verklaart dat de demonstranten onder invloed staan van "duistere" elementen die onrust willen veroorzaken.
- Israël - De moord op een Israëlisch echtpaar gisteren wordt opgeëist door zowel al-Fatahs Al-Aqsa Martelarenbrigades' als PFLP's 'Algemeen Commando'. Het echtpaar, 30 en 25, wordt overleefd door een baby'tje.
- Iran - Volgens de Iraanse staatsradio is de terrorist Osama bin Laden reeds lang geleden opgepakt in Pakistan door Amerikaanse en Pakistaanse troepen, nabij de grens met Afghanistan. Het bericht wordt in de VS en Pakistan ontkend.
- Californië, VS - Volgens een Californische rechtbank druist het verbod op de publicatie van de broncode van DeCSS in tegen de vrijheid van meningsuiting. DeCSS maakt het mogelijk dvd's af te spelen met vrije software. Een eerdere uitspraak van een federale rechtbank blijft echter van kracht, waardoor de distributie van DeCSS nog steeds illegaal is in de VS.
- Nederland - Volgens het tijdschrift People Planet Profit (P+) houdt de Vereniging van Nederlandse Gemeenten (VNG) de introductie van afbreekbare verpakkingsmaterialen tegen. Volgens P+ hebben Basf, Bayer en BP de technologie om over te stappen maar wachten ze op de overheid. VNG is echter bang voor plastic in gft-bakken, waardoor afvalverwerkers het afval terugsturen naar de gemeente. In 2003 werd er 205 miljoen ton plastic "geconsumeerd", waarvan 37% voor verpakkingen.

### 29 februari
- Haïti - President Jean-Bertrand Aristide treedt af en verlaat het land "om verder bloedvergieten te voorkomen". Hij wordt opgevolgd door Boniface Alexandre.
- Duitsland - Bij deelstaatverkiezingen in Hamburg maakt de CDU een recordwinst en krijgt de meerderheid. De liberale FDP en de rechtse partij van Ronald Schill bleven onder de kiesdrempel.
- Californië, VS - In de VS zijn weer de jaarlijkse Oscars uitgereikt. De Oscars van 2004 gingen onder meer naar Charlize Theron en Sean Penn. Deel drie van de trilogie The Lord of the Rings (Return of the King) was met elf stuks de grote winnaar.

<< · januari · februari · maart · april · mei · juni · juli · augustus · september · oktober · november · december · >>